# Sarah Palinová
Sarah Louise Heathová Palinová (* 11. února 1964 Sandpoint, Idaho) je americká republikánská politička, v letech 2006–2009 guvernérka Aljašky, kterou se stala jako první žena a jako nejmladší osoba v historii.
V roce 2008 se účastnila prezidentských voleb jako kandidátka na úřad viceprezidentky Spojených států společně s republikánským prezidentským nominantem Johnem McCainem, ve kterých zvítězil Barack Obama s Josephem Bidenem. Po Geraldine Ferraro (demokratka nominovaná v roce 1984) byla druhou ženou navrženou na tento úřad jednou ze dvou nejsilnějších stran.

## Život
Sarah Palinová, dívčím jménem Heathová (anglicky Heath), se narodila v americkém státě Idaho, ale už v dětství se s rodiči přestěhovala na Aljašku do města Wasilla nedaleko Anchorage. Její rodina (a s ní Sarah) byla římskokatolická, později přestoupila k protestantství, Palinová pak vystřídala několik protestantských církví. Věnovala se sportu, na střední škole byla mimo jiné kapitánkou školního basketbalového týmu. Pro svůj intenzivní styl hry získala přezdívku „Barakuda Sarah“. Roku 1984 se stala královnou krásy ve Wasille a skončila jako druhá ve finále Miss Aljaška. Odměnou za umístění bylo také studijní stipendium. Na vysokoškolská studia se vrátila do Idaha, na University of Idaho vystudovala žurnalistiku a politické vědy. Před svým angažmá v politice působila Palinová jako sportovní komentátorka pro dvě anchoragské televizní stanice.
Do politiky se aktivně zapojila roku 1992, kdy byla zvolena do městského zastupitelstva. V letech 1996 až 2002 byla starostkou města Wasilla. V roce 2006 se stala první ženou a nejmladší osobou zastávající úřad guvernéra Aljašky. V červenci 2009 na funkci rezignovala.
Sarah Palinová je rozvedená a je matkou pěti dětí, dvou synů a tří dcer.
Žádost o rozvod podal její manžel Todd Palin. Žádost o rozluku se svou stejně starou manželkou zdůvodnil vzájemnou neslučitelností povah, kvůli čemuž dvojice vedle sebe nemůže dále žít. Pár se vzal v roce 1988 a o pět dětí chtějí společně pečovat.
Její nejstarší syn Track v září 2008 nastoupil jako voják do Iráku. U nejmladšího syna Triga Paxsona (* 18. dubna 2008) byl zjištěn Downův syndrom. 1. září 2008, krátce po své nominaci na post viceprezidentky, oznámila Sarah Palinová v reakci na nepravdivé informace, že skutečnou matkou jejího nejmladšího syna je její sedmnáctiletá dcera Bristol, že je Bristol již pět měsíců těhotná. Bristol si chce dítě ponechat a vdát se. Otcem je její o rok starší spolužák ze střední školy.

## Politické postoje

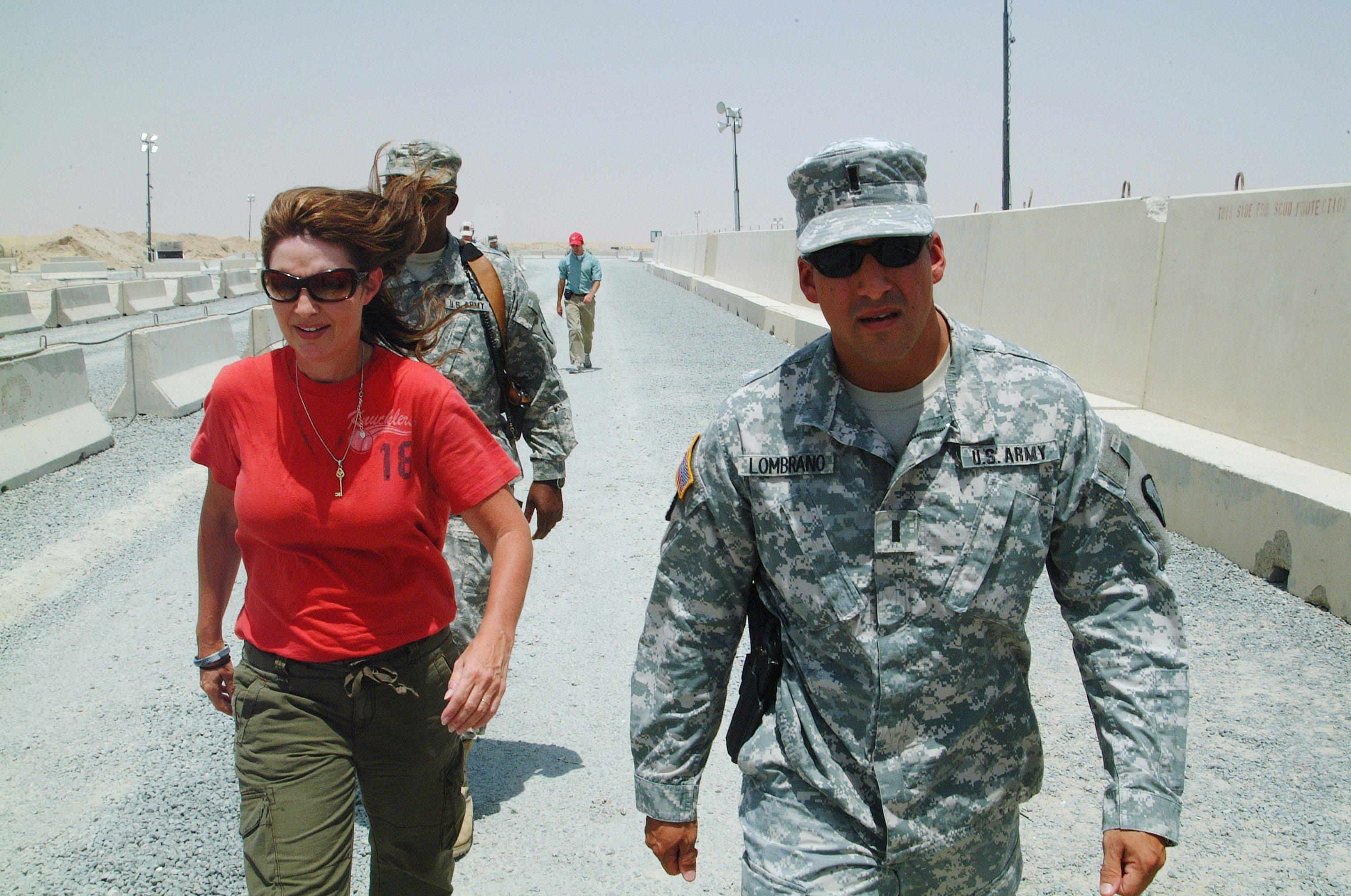
Sarah Palinová 26. července 2007 při návštěvě amerických vojáků v Kuvajtu

V otázce hodnot Sarah Palinová zastává striktně konzervativní názory. Platí to zejména v otázce interrupcí: je prominentní členkou skupiny Feminists for Life (největší feministická pro-life organizace ve Spojených státech) a když jí bylo při předporodním vyšetření oznámeno, že její páté dítě je postiženo Downovým syndromem, možnost interrupce odmítla. V březnu 2010 při projevu pro ohijskou pro-life organizaci Ohio Right to Life prohlásila, že život s jejím postiženým synkem Trigem její protipotratové postoje ještě více posílil.
Odmítá též sňatky homosexuálů. Sarah Palinová je dlouholetou členkou National Rifle Association, národní střelecké společnosti, organizace sdružující uživatele a přátele zbraní.
Prosazuje rozšíření těžby ropy a zemního plynu v chráněných územích aljašské přírody a staví se proti ochraně ledních medvědů.
Podporuje výuku kreacionismu ve školách při hodinách biologie jakožto platné alternativy k evoluci přírodním výběrem.[zdroj?]
V boji proti navrhované reformě zdravotnictví Palinová zavedla termín komise smrti, které, dle jejího tvrzení, budou mít za úkol posuzovat nároky na lékařskou péči.

## Viceprezidentská kandidatura

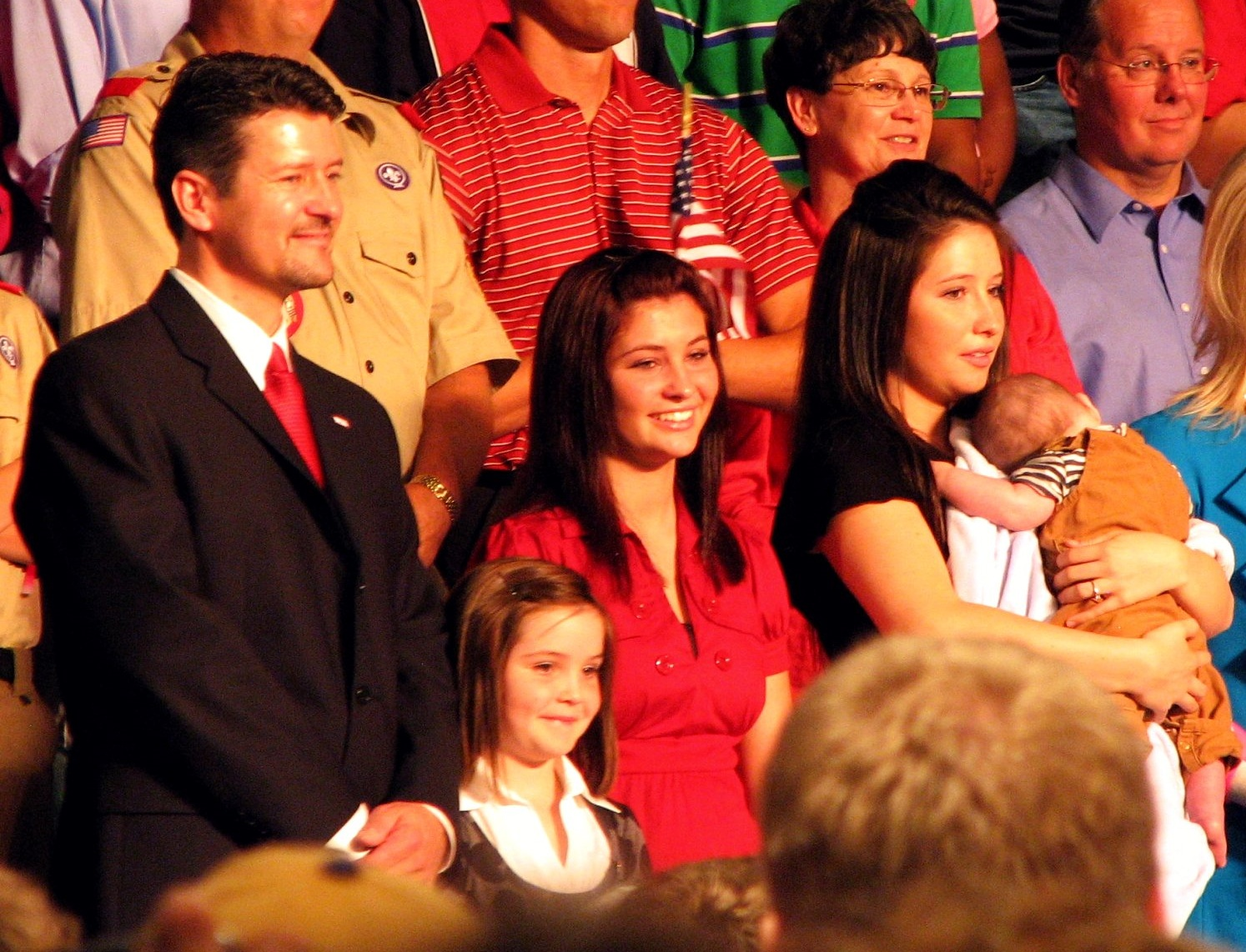
Rodina Sarah Palinové (bez nejstaršího syna) při oznámení její kandidatury na viceprezidentku

McCainova volba poměrně neznámé Sarah Palinové zaskočila komentátory i jeho protivníky z Demokratické strany. Ta v krátké době vydala dvě výrazně odlišná stanoviska: zatímco mluvčí Baracka Obamy kritizoval její nezkušenost, která dle něj zcela vyvažuje nezkušenost Obamovu, Obama sám ji označil za skvělou kandidátku.
Je teprve první ženou v rámci Republikánské strany a druhou ženou v historii USA, která byla v rámci jedné ze dvou největších stran nominována na druhý nejvyšší úřad v zemi. Její předchůdkyní z řad demokratů byla newyorská kongresmanka Geraldine Ferrarová, kterou si v prezidentských volbách 1984 vybral demokratický kandidát Walter Mondale. Jejich kandidatura skončila neúspěchem, v prezidentských volbách zvítězili opět republikánský prezident Ronald Reagan a jeho viceprezident George H. W. Bush.
Její zásadní nevýhodu v kampani představoval fakt, že byla v americké vrcholné politice nováček a na celoamerické úrovni nebyla příliš známá. Výrazná byla zejména její nezkušenost v oblasti bezpečnostní a zahraniční politiky, což oslabovalo jeden z hlavních republikánských argumentů, kterým byla relativní nezkušenost demokratického kandidáta Obamy v těchto oblastech. Na druhou stranu pro demokraty byl problém na to poukazovat, neboť Obama na tom byl jen o trochu lépe a u prezidenta je tato slabina mnohem významnější. Vzhledem k poměrně vysokému věku a chatrnějšímu zdraví u McCaina mohou mít voliči pocit, že je zde vysoká šance, že jeho viceprezidentka jej bude muset často zastupovat, a tudíž má u ní tato okolnost větší význam, než tomu u viceprezidentů bývá.
Výhodou Palinové je absence vazeb na nepopulárního prezidenta George W. Bushe a jeho tým, takže může znamenat příslib změny (což McCain ostatně při oznámení její nominace patřičně zdůraznil), tím spíše že na Aljašce získala pověst reformátorky, která značně nabořila systém klientských vztahů, který zde vytvořil její (rovněž republikánský) předchůdce Frank Murkowski. Příznivě by měla zapůsobit zejména na náboženské a konzervativní křídlo republikánské strany pro svá stanoviska k interrupcím a fiskální politice. Předpokládá se, že může rovněž oslovit některé voličky, frustrované neúspěchem ženské kandidátky Hillary Clintonové, na druhé straně řadu demokratů jistě odradí její stanoviska v oblasti ochrany přírody.
Rocková skupina Heart obvinila Sarah Palinovou, že neoprávněně použila její hit Barracuda z roku 1977. Zpěvačky skupiny zaslaly Republikánské straně žádost, aby přestala používat jejich píseň. Strana však tvrdí, že získala všechna potřebná práva ještě před stranickým sjezdem, který proběhl počátkem září 2008.
Jeden ze spoluautorů písně Roger Fisher naopak prohlásil, že je uplatněním písně v republikánské kampani nadšený. Později ale tvrdil, že ve volbách podporuje konkurenční demokraty a že část zisku z licenčních poplatků věnuje na kampaň Baracka Obamy. Jde už o druhý problém republikánských kandidátů v této kampaní, protože v srpnu 2008 rocker Jackson Browne zažaloval prezidentského kandidáta Johna McCaina, že využil bez dovolení v kampani píseň Running on Empty.

### Televizní diskuse s Joem Bidenem
Večer 2. října 2008 proběhla na Washingtonské univerzitě v St. Louis televizní diskuse s viceprezidentským protikandidátem Joem Bidenem, ve které oba diskutující obhajovali postoje prezidentských kandidátů svých stran. Diskuse byla ve výsledku klidná, ale nepřesvědčivá. Podle výsledků průzkumů veřejného mínění zadaných americkými televizemi CNN a CBS a provedených po duelu měl v debatě navrch spíše Biden (jako lepšího ho vidělo 51 % diváků, 36 % tak hodnotilo Palinovou). Zároveň ale podle 84 % diváků si Palinová, od které se čekala spíše defenzivní pozice, vedla lépe než očekávali a v očích voličů si polepšila. Bez ohledu na průzkumy se republikáni i demokraté bezprostředně po ukončení debaty prohlásili za vítěze debaty.

## Troopergate - zneužití politické moci
Sarah Palinová ve funkci guvernérky propustila 11. července 2008 Waltera Monegana, šéfa veřejné bezpečnosti Aljašky. Ten tvrdil, že o místo přišel, protože odmítl propustit policistu Mika Wootena, který se rozváděl se sestrou guvernérky Molly McCann.
Aljašský parlament k tomuto případu nazvanému „Troopergate“ ustavil vyšetřovací komisi. Vyšetřování se pokusila zastavit skupina republikánských poslanců poté, co se Palinová stala kandidátkou na viceprezidentku USA, ale nejvyšší soud státu Aljaška 9. října 2008 žádost zamítl.
Vyšetřovatelé parlamentní komise došli k údajnému závěru, že „guvernérka Sarah Palinová zneužila svou moc a porušila tak etický kodex týkající se výkonné moci Aljašky“. Vyšetřování Aljašského disciplinárního výboru, který Palinová požádala o přezkoumání případu, ovšem dospěl ke zcela opačnému výsledku: „Neexistuje žádná pravděpodobná příčina domnívat se, že guvernérka nebo některý jiný státní úředník porušili v souvislosti s touto záležitostí aljašský etický kodex.“

## Rezignace na funkci guvernéra
Palinová 3. července 2009 oznámila, že v následujícím volebním období se nebude ucházet o místo guvernéra Aljašky a do konce měsíce rezignuje na funkci. Prohlásila, že od konce srpna 2008 ona i stát utratili „šílené“ množství času a peněz (2,5 miliónu USD) v odpovědích na „opoziční výzkumy“, na 150 žádostí podaných dle Zákona o svobodném přístupu k informacím a na 15 „frivolních“ stížností na právní etiku, které proti ní podali „političtí operativci“.